# Misraim

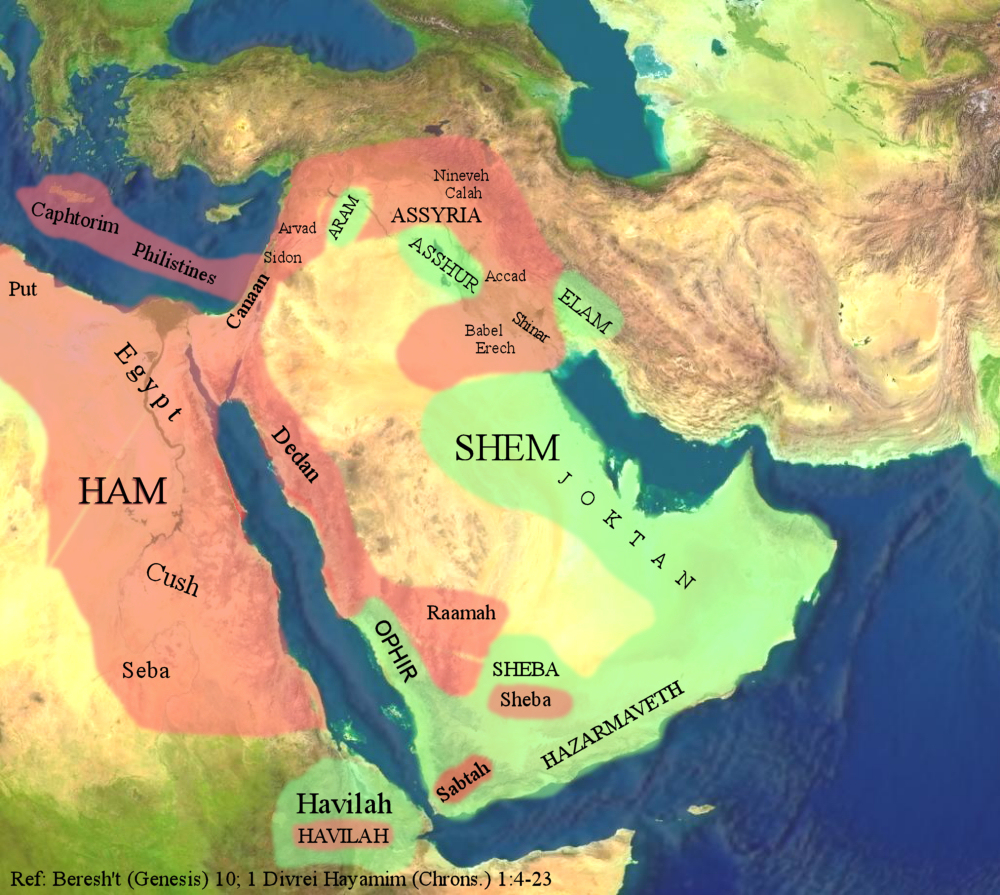
El Medio Oriente a través de los ojos de los antiguos israelitas.

Misraim (en hebreo מִצְרַיִם / מִצְרָיִם, moderno Mitzráyim, en vocalización tiberiana Miṣrāyim / Miṣráyim; Árabe مصر, Miṣr) es el nombre hebreo y arameo para la tierra de Egipto, con el sufijo dual -āyim, quizá refiriéndose a los 'dos Egiptos': Alto Egipto y Bajo Egipto.

## Egipto
Los textos neobabilónicos usan el término Misraim para Egipto. Las inscripciones ugaríticas se refieren a Egipto como Mṣrm, en las tablillas de Amarna se llama Misri, y en los registros asirios llaman a Egipto Mu-ṣur. La palabra árabe para Egipto es Miṣr y el nombre oficial de Egipto es Gumhuriyyat Miṣr al-‘Arabīyyah (República Árabe de Egipto).

## Cilicia
También se considera uno de los pueblos de Cilicia, los mushris al sudeste de Asia Menor. Mushri es una palabra que deriva del asirio que significa “marchar” y probablemente servía para designar a los pueblos extranjeros.

## Personaje
Según la historia registrada en la Biblia (Génesis 10), Misraim, hijo de Cam, era el hermano menor de Cus y el hermano mayor de Put y Canaán, cuyas familias reunidas formaron la rama camita de los descendientes de Noé. Los hijos de Misraim fueron Ludim, Anamim, Lehabim, Naftuhim, Patrusim, Casluim (de quien salieron los filisteos) y Caftorim.
Según la Crónica de Eusebio de Cesarea, Manetón habría sugerido que la gran edad de la antigüedad de la que se jactaban los egipcios, había precedido al Diluvio universal y que descendían de Misraim, que se había establecido allí nuevamente. Historiadores islámicos medievales relatan una historia similar, como son los casos de Sibt ibn al-Jawzi, el egipcio Ibn Abd al-Hakam y los persas al-Tabari y Muhammad Khwandamir, afirmando que las pirámides, etc., habían sido construidas por razas malvadas antes del Diluvio, pero que a Misraim (Masar o Mesr), descendiente de Noé, se le había encomendado volver a ocupar la región después.
Los relatos islámicos también hacen que Masar sea hijo de un Bansar o Beisar y nieto de Cam, en lugar de ser hijo directo de Cam, y agregan que vivió hasta los 700 años. Algunos estudiosos creen que es probable que Misraim sea una forma dual de la palabra Misr que significa 'tierra', y fue traducida literalmente al antiguo egipcio como Ta-Wy (las dos Tierras) por los primeros faraones en Tebas, que más tarde fundaron el Reino Medio de Egipto.
Para el monje Jorge Sincelo, el Libro de Sothis, atribuido a Manetón, identificaba a Misraim con el legendario primer faraón Menes, que unificó el Reino Antiguo y construyó Menfis. Misraim también parece corresponder a Misor, una deidad en la mitología fenicia que habría sido padre de Taaut (o Taautus), a quien se le dio Egipto, y más tarde los estudiosos notaron que esto también recuerda a Menes, uno de cuyos sucesores fue Athothis.
David Rohl, egiptólogo aficionado y autor de la llamada Nueva Cronología, pretende historizar la leyenda de esta manera:

“Entre los seguidores de Meskiagkasher (gobernante sumerio) estaba su hermano menor que, por derecho propio, era un líder fuerte y carismático. Era el jefe de la tribu de los halcones, los descendientes de Horus, el 'Lejano'. La Biblia llama a este nuevo rey Horus 'Misraim' pero este nombre, en realidad, no es más que un epíteto que significa 'seguidor de Asr' o 'Asar' (m-asr en árabe egipcio con la preposición egipcia m, "de"). Misraim es simplemente m-Izra con la terminación 'im' en plural mayestático. Del mismo modo, otra gente de habla semítica, los asirios, llamaron al país de los faraones 'Musri' (m-Usri).